# Apach
Apach (en fráncico lorenés, Opéch) es una comuna francesa situada en el departamento de Mosela, en la región de Gran Este.
Está ubicada en la triple frontera entre Francia, Alemania y Luxemburgo. El río Mosela la separa de la localidad de Schengen.

## Demografía
| 883 | 841 | 848 | 864 | 798 | 813 | 1070 |
| Para los censos de 1962 a 1999 la población legal corresponde a la población sin duplicidades (Fuente: INSEE [Consultar]) |     |     |     |     |     |      |